# 小行星4712
小行星4712（英語：4712 Iwaizumi）是一颗围绕太阳公转的小行星。1989年8月25日，圓館金、渡邊和郎在北见发现了此天体。
这颗小行星的绝对星等为348.43916等。